# Hugo Rincón
Hugo Rincón Lumbreras (Valtierra, Navarra, España, 27 de enero de 2003) es un futbolista español que juega como lateral derecho en el Girona F. C. de la Primera División de España cedido por el Athletic Club.

## Trayectoria
Se inició como futbolista en las categorías inferiores de C. A. Osasuna. En mayo de 2018 se marchó al Athletic Club para jugar en su equipo cadete. El 1 de mayo de 2021 debutó como titular con el Bilbao Athletic, en Segunda B, en un encuentro frente al C. D. Tudelano (3-1) sin haber jugado todavía en el C. D. Basconia. De cara a la temporada 2021-22 promocionó al C. D. Basconia, segundo filial del club en Tercera Federación. A mediados de 2022, tras la marcha de Álvaro Núñez, se incorporó al Bilbao Athletic en Primera RFEF. En el filial rojiblanco se consolidó como titular y, en la temporada 2023-24, logró el ascenso a Primera Federación tras el descenso del año anterior. Además, durante esa misma campaña entró en trece convocatorias con el primer equipo de Ernesto Valverde sin llegar a debutar.
El 6 de agosto de 2024 renovó su contrato con el Athletic Club hasta junio de 2028. Cinco días después, una vez finalizada la pretemporada, fue cedido al C. D. Mirandés de Segunda División. El 13 de octubre marcó el gol de la victoria en el derbi provincial frente al Burgos C. F. (0-1). Consiguió otros dos tantos y participó en un total de 44 encuentros, llegado a disputar la promoción de ascenso a Primera División. La siguiente temporada volvió a ser cedido, esta vez al Girona F. C.

## Clubes
| Club                    | Div           | Temporada     | Liga     | Liga  | Liga        | Copas nacionales | Copas nacionales | Copas nacionales | Copas internacionales | Copas internacionales | Copas internacionales | Total    | Total | Total       |
| ----------------------- | ------------- | ------------- | -------- | ----- | ----------- | ---------------- | ---------------- | ---------------- | --------------------- | --------------------- | --------------------- | -------- | ----- | ----------- |
|                         |               |               | Partidos | Goles | Asistencias | Partidos         | Goles            | Asistencias      | Partidos              | Goles                 | Asistencias           | Partidos | Goles | Asistencias |
| C. D. Basconia          | 3.ª RFEF      | 2021-2022     | 33       | 1     | ?           | —                | —                | —                | —                     | —                     | —                     | 33       | 1     | ?           |
| C. D. Basconia          | Total club    | Total club    | 33       | 1     | ?           | 0                | 0                | 0                | 0                     | 0                     | 0                     | 33       | 1     | ?           |
| Bilbao Athletic         | 1.ªRFEF       | 2021-22       | 4        | 0     | 0           | —                | —                | —                | —                     | —                     | —                     | 4        | 0     | 0           |
| Bilbao Athletic         | 1.ªRFEF       | 2022-23       | 29       | 0     | 2           | —                | —                | —                | —                     | —                     | —                     | 29       | 0     | 2           |
| Bilbao Athletic         | 2.ªRFEF       | 2023-24       | 25       | 3     | 3           | —                | —                | —                | —                     | —                     | —                     | 25       | 3     | 3           |
| Bilbao Athletic         | Total club    | Total club    | 58       | 3     | 5           | 0                | 0                | 0                | 0                     | 0                     | 0                     | 58       | 3     | 5           |
| C. D. Mirandés (cedido) | 2.ª           | 2024-25       | 43       | 4     | 5           | 1                | 0                | 0                | —                     | —                     | —                     | 44       | 4     | 5           |
| C. D. Mirandés (cedido) | Total club    | Total club    | 43       | 4     | 5           | 1                | 0                | 0                | 0                     | 0                     | 0                     | 44       | 4     | 5           |
| Girona F. C. (cedido)   | 1.ª           | 2025-26       | 1        | 0     | 0           | 0                | 0                | 0                | —                     | —                     | —                     | 1        | 0     | 0           |
| Girona F. C. (cedido)   | Total club    | Total club    | 1        | 0     | 0           | 0                | 0                | 0                | 0                     | 0                     | 0                     | 1        | 0     | 0           |
| Total carrera           | Total carrera | Total carrera | 135      | 8     | 10          | 1                | 0                | 0                | 0                     | 0                     | 0                     | 136      | 8     | 10          |

## Vida personal
Es primo del futbolista navarro Pablo Ibáñez.